# Юлие Мошелесова
Юлие Мошелесова (на чешки: Julie Moschelesová) е чешка географка от еврейски произход.

## Биография
Родена е на 27 август 1892 г. в богато еврейско семейство в Прага, Австро-Унгария. Влияние върху развитието оказва чичо ѝ Феликс Мошелес, с когото пътува из Европа и Северна Африка. Завършва основното си образование в Лондон. По време на пътуването си в Мароко се среща с известния норвежки геолог Ханс Хенрик Реуш (1852 – 1922). Благодарение на него получава работа като личен секретар и преводач в Геологическия институт в Осло. Започва да изследва геоморфологията на Скандинавския полуостров, докато учи скандинавските езици. Професорът по география в Пражкия немски университет Алфред Грюнд (1875 – 1914) я кани да учи в Немския университет в Прага през 1912 г. С нея се среща по време на пътуване до Норвегия, където работи в Хидробиологичния отдел в Берген. Тя се интересува предимно от геология, география и метеорология. Завършва Геоморфология при Фриц Мачачек (1876 – 1957). Получава докторска степен от Пражкия университет през 1916 г., когато защитава дисертационната си работа Die postglazialzeit in Skandinawien. От 1918 г. работи като редовен асистент.
През 1918 г. публикува статия за климата на Прага, която е следствие на незавършеното изследване на професор Франтишек Августин за климата на Балканите. През 1923 г. се премества в Чешкия университет. Нейната работа е доминирана от интереса към физическата география в Чехия. Владее немски, английски, френски и скандинавски езици, което е причина често да превежда. До началото на септември 1938 г. изнася лекции по регионална география.
Изследванията ѝ са публикувани в много научни списания по света – Франция, Швеция, САЩ, което я прави по-известна в чужбина, отколкото в Чехия. Често чете лекции в Лондон, Кеймбридж, Лийдс, Манчестър и др.
Окупацията на Чехословакия значително се отразява на нейната научна дейност. Поради гоненията на евреите напуска страната. Работи в Мелбърн, Австралия. Преподава до 1944 г., след което постъпва на работа като географ в армията на Нидерландска Индия. Разработва библиография за географията на днешна Индонезия. Работи и в клон на Чехословашкия червен кръст в Мелбърн. След Втората световна война се завръща в Чехословакия. Установява, че семейството ѝ е било убито по време на Холокоста и е загубила цялото си семейно имущество. След четири години се вреъща на работа в Департамента по география. От 1950 г. е асистент, а през 1953 г. става доцент. Живее в мизерия и на 7 януари 1956 г. умира от рак в Прага.